# Хајко Шафарцик
Хајко Шафарцик (Берлин, Немачка, 3. јануар 1984) је бивши немачки кошаркаш. Играо је на позицији плејмејкера.

## Каријера
Највећи део каријере је провео наступајући у немачкој Бундеслиги. Ван Немачке, играо је за турски Турк Телеком и за француске Лимож и Нантер. Са берлинском Албом је био првак Немачке 2003. и освајач два Купа 2003. и 2009. Са Бајерном је био првак Немачке 2014. Са Нантером је 2017. године освојио Куп и Суперкуп Француске као и ФИБА Куп Европе.
Са репрезентацијом Немачке је играо на Светском првенству 2010. као и на четири Европска првенства - 2009, 2011, 2013. и 2015. године.

## Успеси

### Клупски
- АЛБА Берлин:
  - Првенство Немачке (1): 2002/03.
  - Куп Немачке (2): 2003, 2009.

- Бајерн Минхен:
  - Првенство Немачке (1): 2013/14.

- Нантер:
  - ФИБА Куп Европе (1): 2016/17.
  - Куп Француске (1): 2017.
  - Суперкуп Француске (1): 2017.

### Појединачни
- Најкориснији играч финала Купа Француске (1): 2014.